# عبد الله بن المعتم العبسي
عَبْدُ اللّهِ بنُ مَالِك بن المُعْتَمّ العَبْسي ( بعد 37 هـ - 657 م): صحابي من المهاجرين الأولين، قائد من أشراف غطفان، ومن شجعان الصحابة وغزاتهم. عقد له الرسول محمد ﷺ لواء سرية في السنة السادسة هجرية.
كان من قادة الرايات في البويب، ثم كان على ميمنة سعد بن أبي وقاص في القادسية، وظل في مقدمة الجيش مع سعد حتى فتح المدائن. وهو الّذي افتتح تكريت، وصالح أهل الموصل ونينوى.
سكن الكوفة وكان من أشرافها، ولما كانت وقعة الجمل وأرسل عليّ يدعو أهل الكوفة لينصروه، فأمرهم أبو موسى بالقعود في الفتنة، فتخلف ابن المعتم عن يوم الجمل، ثم اعتزل الفريقين في أيام صفين.

## إسلامه
أسلم عبد الله بن مالك بن المعتم العبسي مبكرًا، فهو أحد تسعة رجال من قبيلة عبس وفدوا على النبي فأسلموا، فدعاء لهم الرسول بالخير، وكانوا من المهاجرين الأولين، قال ابن الكلبي: «وفد على رسول الله صلى الله عليه وسلم تسعة رهط من بني عبس فكانوا من المهاجرين الأولين منهم : ميسرة بن مسروق والحارث بن الربيع وهو الكامل وقنان بن دارم وبشر بن الحارث بن عبادة وهدم بن مسعدة وسباع بن زيد وأبو الحصن بن لقمان وعبد الله بن مالك وفروة بن الحصين بن فضالة ، فأسلموا فدعا لهم رسول الله صلى الله عليه وسلم بخير ، وقال : " ابغوني رجلا يعشركم أعقد لكم لواء " ، فدخل طلحة بن عبيد الله فعقد لهم لواء وجعل شعارهم : يا عشرة».
ولما بلغ رسول الله، أن عيرًا لقريش أقبلت من الشام، فبعث هؤلاء الجماعة من بني عبس في سرية على رأسهم عبد الله، وعقد لهم لواء أبيض، قال الواقدي: «بلغ رسول الله صلى الله عليه وسلم أن عيرا لقريش أقبلت من الشام فبعث بني عبس في سرية وعقد لهم لواء، فقالوا: يا رسول الله كيف نقسم غنيمة إن أصبناها ونحن تسعة، قال : " أنا عاشركم " ، وجعلت الولاة اللواء الأعظم لواء الجماعة ، والإمام لبني عبس ليست لهم راية»، وقال ابن منده: « عقد له النبي صَلَّى الله عليه وسلم لواءً أَبيض في رَهْط بعثهم». وهذا دليل واضح على أن عبد الله وفد مع جماعته قبل صلح الحديبية، لذلك فهو من المهاجرين الأولين.

## جهاده

### فتح الحيرة

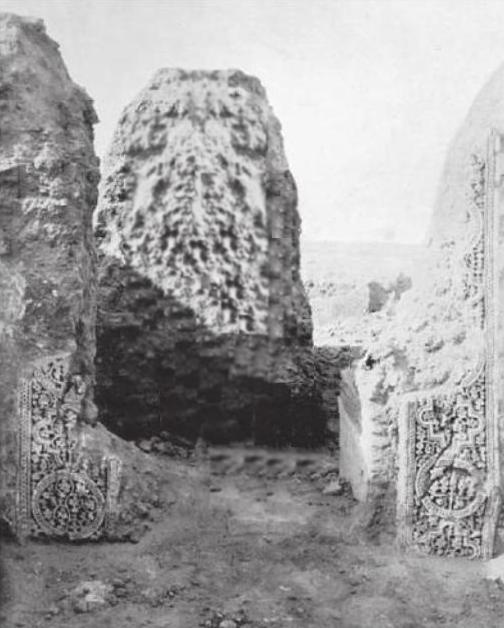
أنقاض أحد المباني في مدينة الحيرة.

برز اسم عبد الله بن المعتم لأول مرة في فتح الحيرة، والخبر أنه لما بلغ عمر بن الخطاب نتائج معركة الجسر في العراق واستشهاد أبو عبيد الثقفي وصحبه فيها، فندب الناس إلى المثنى بن حارثة. وكان عمر بن الخطاب قد اباح لمن سبق ارتداده أن ينضم إلى الجيوش الإسلامية، وكان فيهم ابن المعتم وعبس التي كانت قد ارتدت بعد وفاة النبي ﷺ وأبادت من ثبت منهم على ولاؤه للمدينة، فأمدَّ به عُمر بن الخطاب المثنى بن حارثة، قال الطبري: «وَقَدْ كَانَ كَتَبَ - عُمر - إِلَى أَهْلِ الرِّدَّةِ فَلَمْ يُوَافِ - شَهْر - شَعْبَانَ أَحَدٌ إِلا رَمَى بِهِ الْمُثَنَّى الْبُوَيْبِ».
وقدم عبد الله بن المعتم إلى البويب ممداً للمثنى في أناس من قيس عيلان، وفي ذلك يقول الكلاعي: «وجاءت قيس عليهم عبد الله بن المعتم العبسي، وجاءت الرباب وعلى تيم وعدي هلال بن علفة، وعلى ضبة المنذر بن حسان، وجاءت حنظلة وعمرو وطوائف من سعد، وجاءت النمر بن قاسط عليهم أنس بن هلال، وبعث عمر أيضا عصمة بن عبد الله الضبي فيمن تبعه من بني ضبة، وكان قد كتب إلى أهل الردة يأذن لهم في الجهاد ويستنفرهم إليه فلم يوافقه أحد منهم إلا رمى به المثني». وقاتل عبد الله بن المعتم وقومه تحت راية المثنى بن حارثة القوات الفارسية في معركة البويب أول معركة حاسمة من معارك المسلمين في العراق، والتي تعد من أهم معارك المسلمين حيث كان لها تأثير كبير في فتوح العراق، ولقد عدَها ابن كثير نظيرَ معركة اليرموك مع البيزنطيين. وكان انتصار البويب في أواخر شهر رمضان سنة 13 هـ.

### معركة القادسية

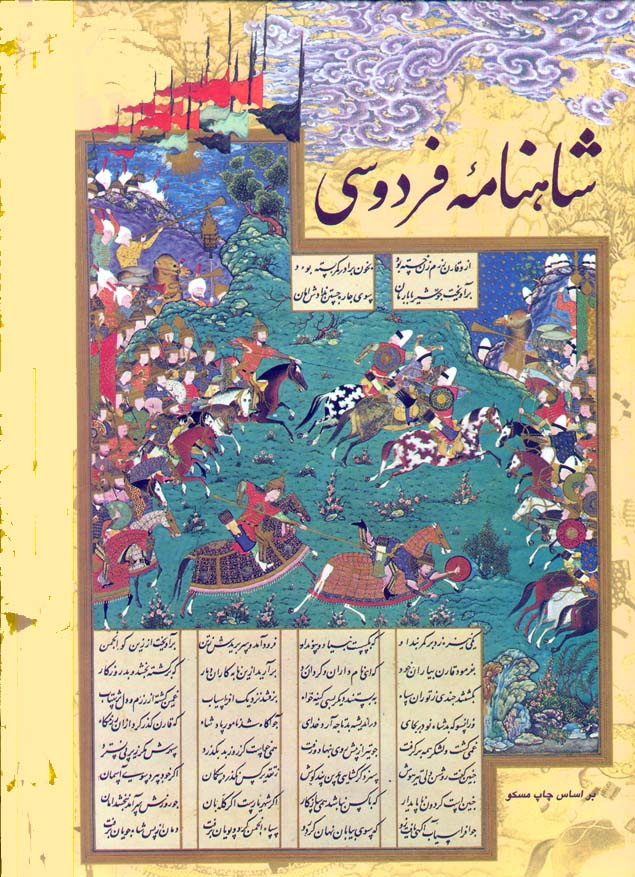
تصوير معركة القادسية من مخطوطة من الشاهنامه.

بعد وفاة المثنى بن حارثة تولى سعد بن أبي وقاص قيادة المسلمين في العراق، فقاتل ابن المعتم تحت راية سعد في القادسية، وكان على ميمنة سعد في الجيش الذي تحرك من منطقة شراف متجهًا نحو القادسية، قال ابن الأثير:« وجمع سعد من كان بالعراق من المسلمين من عسكر المثنى، فاجتمع بشراف، فعبأهم وأمر الأمراء، وعرف على كل عشرة عريفا، وجعل على الرايات رجالا من أهل السابقة، وولى الحروب رجالا على ساقتها ومقدمتها ورجلها وطلائعها ومجنباتها، ولم يفصل إلا بكتاب عمر، فجعل على المقدمة زهرة بن عبد الله بن قتادة بن الحوية فانتهى إلى العذيب، وكان من أصحاب رسول الله ﷺ، وجعل على الميمنة عبد الله بن المعتم ، وكان من الصحابة أيضًا».
وبقي ابن المعتم في القادسية على ميمنة الجيش، كما ذكر أَبُو عُبَيْدَةَ أنه كان على إحدى المجنّبتين يوم القادسية. وكان لقيادته الحكيمة أثر كبير في انتصار المسلمين في معركة القادسية، وفي ذلك يقول المدائني: «عبر رستم إلى المسلمين بجنوده وفيلته من حين طلعت الشمس إلى قريب من نصف النهار، وأخذوا عدة الحرب، وصافهم المسلمون، وعلى الميمنة عبد الله بن المعتم، وعلى الميسرة هاشم بن عتبة، وعلى الخيل المغيرة بن شعبة، وعلى الرجالة سلمة بن حديم». وكانت معركة القادسية التي انتصر فيها العرب المسلمين انتصار كبير على القوات الفارسية في شعبان سنة 15 هـ.

### فتح المدائن

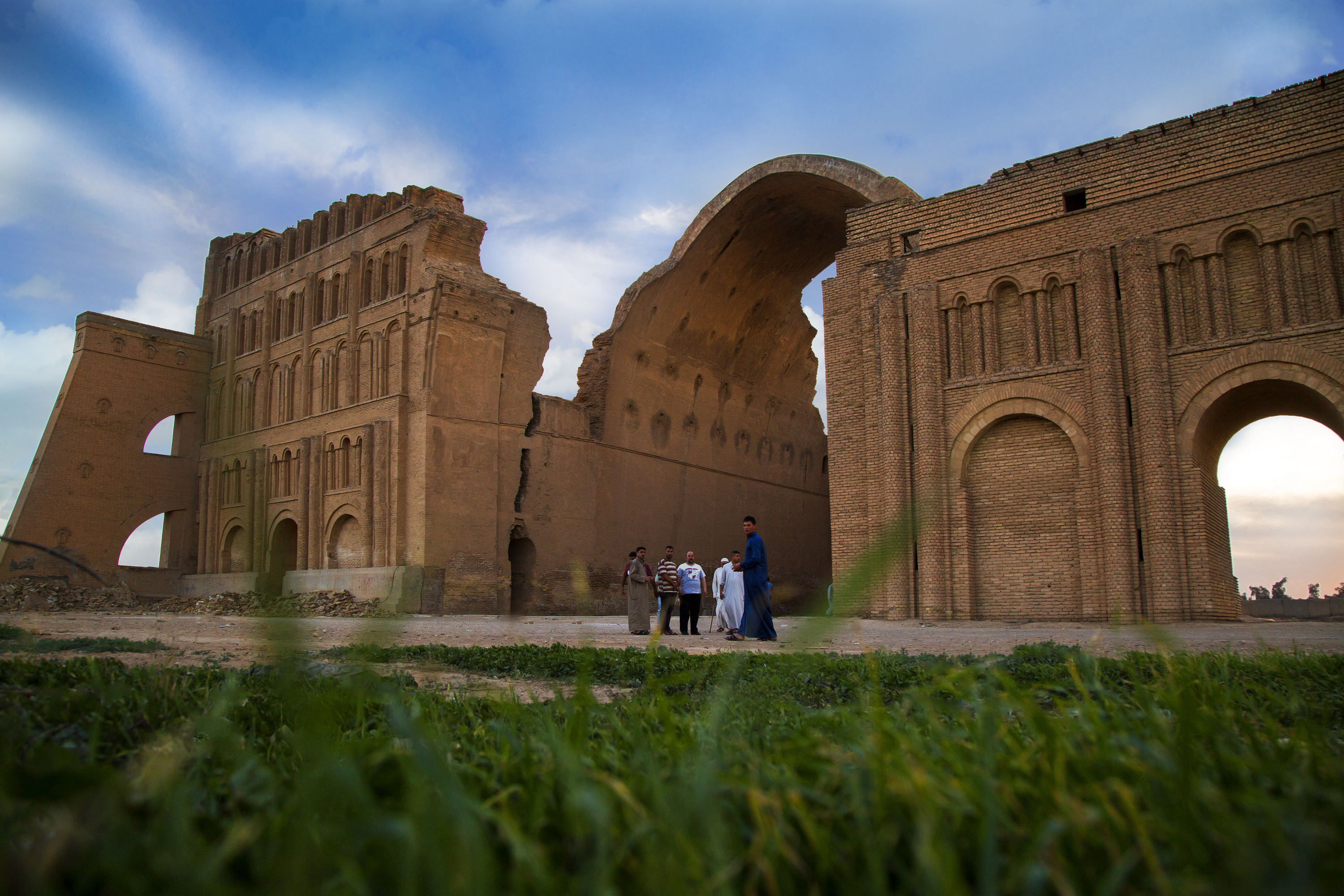
أطلال إيوان كسرى في العراق. اتخذه المُسلمون مُصلّى عند فتح المدينة واستولوا على ما كان فيه من الكُنوز وأرسلوا خُمسها إلى المدينة ليتمَّ اقتسامها وفق الشرع الإسلامي.

وبعد معركة القادسية بشهرين، وصل أمر عمر بن الخطاب إلى سعد بن أبي وقاص بالمسير إلى المدائن، فقَدَّم سعد بن أبي وقاص زهرة بن الحوية، ثم اتبعه بعبد الله بن المعتم. فلما وصلت مقدمة المسلمين «برس» وعليهم عبد الله بن المعتم وزهرة بن حوية وشرحبيل ابن السمط لقيهم جمع من الفرس فهزمهم المسلمون، وفي ذلك يقول ابن الأثير:«  لَمَّا فَرَغَ سَعْدٌ مِنْ أَمْرِ الْقَادِسِيَّةِ أَقَامَ بِهَا بَعْدَ الْفَتْحِ شَهْرَيْنِ، وَكَاتَبَ عُمَرَ فِيمَا يَفْعَلُ، فَكَتَبَ إِلَيْهِ يَأْمُرُهُ بِالْمَسِيرِ إِلَى الْمَدَائِنِ.  فَفَعَلَ ذَلِكَ، وَسَارَ مِنَ الْقَادِسِيَّةِ لِأَيَّامٍ بَقِينَ مِنْ شَوَّالٍ، وَكُلُّ النَّاسِ مُؤَدٍّ مُذْ نَقَلَ اللَّهُ إِلَيْهِمْ مَا كَانَ فِي عَسْكَرِ الْفُرْسِ. فَلَمَّا وَصَلَتْ مُقَدَّمَةُ الْمُسْلِمِينَ بُرْسَ وَعَلَيْهِمْ عَبْدُ اللَّهِ بْنُ الْمُعْتَمِّ وَزُهْرَةُ بْنُ حَوِيَّةَ وَشُرَحْبِيلُ بْنُ السِّمْطِ لَقِيَهُمْ بِهَا بَصْبُهْرَا فِي جَمْعٍ مِنَ الْفُرْسِ، فَهَزَمَهُ الْمُسْلِمُونَ».
وسار المسلمون من نصر إلى نصر، حتى تم لهم دخول المدائن عاصمة كسرى، وكان عبد الله على مقدمة سعد منذ غادر القادسية حتى فتح المدائن في صفر سنة 16 هـ.

### فتح تكريت والموصل

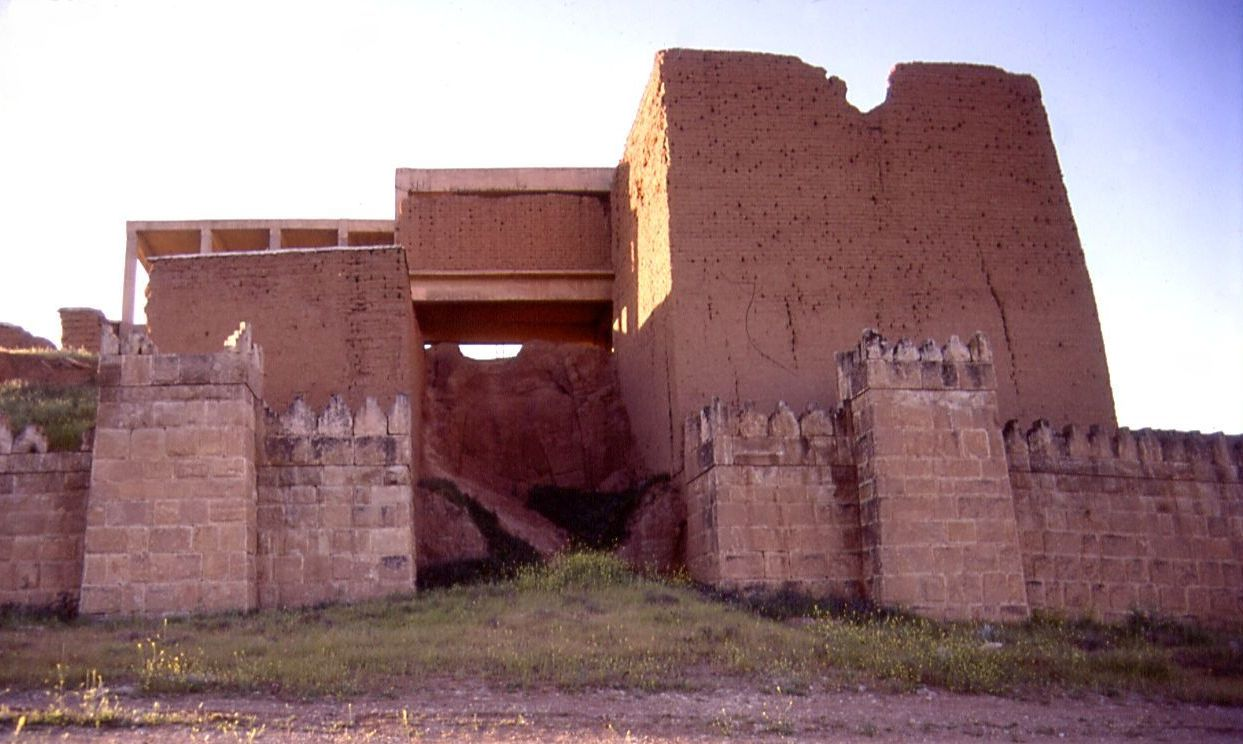
بوابة "أدد" ضمن سور نينوى بالموصل.

في سنة 16 هـ، لما افتتح سعد بن أبي وقاص المدائن، بلغه أن أهل الموصل اجتمعوا بتكريت على رجل من الروم يقال له: الأنطاق، فكتب سعد لعمر بن الخطاب في قضية أهل الموصل الذين قد اجتمعوا بتكريت على الأنطاق، فأمره أن يعين جيشًا لحربهم، ويؤمر عليه عبد الله بن المعتم، قال ابن الأثير:«سَيَّره سعد بن أبي وقاص من العراق إِلى تكْرِيت، ومعه عَرْفَجَة بن هَرْثَمَة، ورِبْعِي بن الأَفْكَل، وفيها جمع من الروم والعرب، ففتح تِكْرِيت وأَرسل عبد اللّه بن المعتمِّ رِبْعيّ بن الأَفْكَل إِلى نِينَوى والمَوْصِل، ففتحهما. وجعل عبدُ اللّه على المَوْصل رِبْعِي بن الأَفْكَل، وعلى الخراج عَرْفَجَة بن هَرْثَمَة». ثم ارسل عبد الله بن معتم سرية كبيرة إلى الحصنين وهما نينوى (الحصن الشرقي) والموصل (الحصن الغربي) قبل أن تصلها أخبار هزيمة الأنطاق، ففوجئوا بالسرية وخضعوا على أن يؤدوا الجزية.
وفي جمادى الأول سنة 16 هـ صالح المسلمون أهل الموصل على الجزية، فولى عبد الله بن المعتم شؤون الحرب في الموصل لربعي بن الأفكل، كما عهد إلى عرفجة بن هرثمة أمور جباية الخراج في الشؤون المالية، قال ابن إسحاق: «وجعل عبد الله على الموصل ربعي ابن الأفكل، وعلى الخراج عرفجة بن هرثمة». وكانت شؤون الموصل العامة لعبد بن المعتم، قال ابن الأثير: « وحج بالناس في هذه السنة –سنة ست عشرة – عمر بن الخطاب، واستخلف على المدينة زيد بن ثابت. وكان عماله على البلاد الذين كانوا في السنة قبلها، وكان على حرب الموصل ربعي بن الأفكل، وعلى خراجها عرفجة بن هرثمة ..وكان ذلك كله إلى عبد الله بن المعتم وعلى الجزيرة عياض بن غنم».
بقي عبد الله على رأس جيشه في تكريت حتى استدعاه سعد للحضور مع قواته إلى الكوفة وساهم في تمصير الكوفة، كما وجهه عمر بن الخطاب عرفجة بن هرثمة إلى البصرة مددًا لعتبة بن غزوان، وكان تمصير الكوفة والبصرة في محرم سنة 17 هـ. وأنَابَ عبد الله بن المعتم على تكريت والموصل «مسلم بن عبد الله»، قال الطبري: « وَكَتَبَ سَعْدٌ إِلَى عَبْدِ اللَّهِ بْنِ الْمُعْتَمِّ: أَنْ خَلِّفْ عَلَى الْمَوْصِلِ مُسْلِمَ بْنَ عَبْدِ اللَّهِ الَّذِي كَانَ أُسِرَ أَيَّامَ الْقَادِسِيَّةِ، فِيمَنِ اسْتَجَابَ لَكُمْ مِنَ الأَسَاوِرَةِ، وَمَنْ كَانَ مَعَكُمْ مِنْهُمْ، فَفَعَلَ وَجَاءَ حَتَّى قَدِمَ عَلَى سَعْدٍ فِي جُنْدِهِ، فَارْتَحَلَ سَعْدٌ بِالنَّاسِ مِنَ الْمَدَائِنِ حَتَّى عَسْكَرَ بِالْكُوفَةِ فِي الْمُحَرَّمِ سَنَةَ سَبْعَ عَشْرَةَ».
وفي سنة 18 هـ، وقيل: 20 هـ،(1)نقض أهل تكريت والموصل العهد الذي اعطوه لعبد الله بن المعتم وصحبه في منتصف سنة 16 هـ، وذلك بعد ان انسحبت معظم قواته إلى الكوفة والبصرة سنة 17 هـ كما اشرنا سابقًا، وكانت الجبهة الشرقية من العراق مشغولة في حرب الهرمزان، فكاتب عمر بن الخطاب عياض بن غنم والي الجزيرة المجاورة للموصل من ناحية الشام، بتوجيه قوه إلي الموصل، وفي ذلك يقول خليفة بن خياط: « أَن عُمَر وَجه عياضا فَافْتتحَ الْموصل وَخلف عتبَة بْن فرقد عَلَى أحد الحصنين وافتتح الأَرْض كلهَا عَنوة غير الْحصن فَصَالحه أَهله وَذَلِكَ سنة ثَمَان عشرَة». بينما قال البلاذري: « ولى عُمَر بْن الخطاب عتبة بْن فرقد السلمي سنة عشرين ، فقاتله أهل نينوى فأخذ حصنها، وهو الشرقي عنوة، وعبر دجلة فصالحه أهل الحصن الآخر عَلَى الجزية والإذن لمن أراد الجلاء في الجلاء». ومن النصوص الآنفة يتضح أن عياض وعامله عتبة بن فرقد اضطروا إلى استعمال القوة من أجل بسط السلطة والنظام على الموصل بعد تمردها.

### الفتنة الكبرى

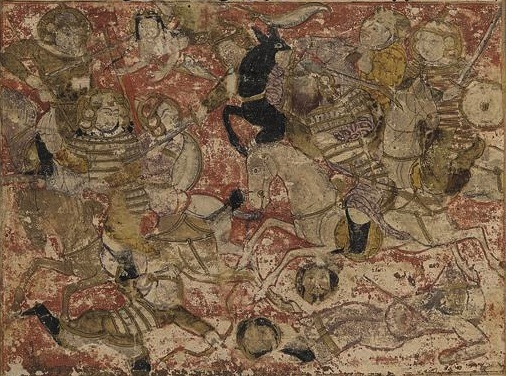
رسم فارسي لمعركة صفين

كان عبد الله بن المعتم ممن تخلف من أشراف أهل الكوفة عن يوم الجمل بالبصرة، وفي ذلك يقول القرطبي: «  وهو ممن تخلّف عن عليّ رضي الله عنه في قتال أهل البصرة». وقد عاتب علي بن أبي طالب ابن المعتم عن تخلفه، وقد روى أبو مخنف قَائلاً: « فإذا بين يديه رجال يؤنبهم ويقول لهم: ما بطأ بكم عني وأنتم أشراف قومكم؟ والله لئن كان من ضعف النية وتقصير البصيرة؟ إنكم لبور. والله لئن كان من شك في فضلي ومظاهرة على إنكم لعدو. قالوا: حاش لله يا أمير المؤمنين، نحن سلمك وحرب عدوك. ثم اعتذر القوم، فمنهم من ذكر عذره، ومنهم من اعتل بمرض، ومنهم من ذكر غيبة. فنظرت إليهم فإذا عبد الله بن المعتم العبسي، وإذا حنظلة بن الربيع التميمي، وكلاهما كانت له صحبة».
وبينما علي بن أبي طالب يتهيأ لحرب صفِّين، أشار عليه عبد اللّه بن المعتم ومعه حنظلة بالتَّأخير في الحرب، والمكاتبة مع معاوية، ولا يعجل في القتال. وقد خونهما أهل الكوفة وتوعداهم بالسوء والقتل، فلحقا معاوية بن أبي سفيان وكان مع حنظلة ثلاثة وعشرين رجلا من قومه، ثمّ لحق به ابن المعتّم مع أحد عشر رجلا من قومه عبس. ولكنهما لم يقاتلا مع معاوية واعتزلا الفريقين جميعًا.

## شعره
كان لابن المعتم في كل موقعة شعر، ورغم ذلك لم يصلنا إلا القليل؛ إذ لم ينقل الرواة من أخبار شعراء الفتوح إلا الأشهر. وفي فتح تكريت وصلنا من شعره الآتي:
وفي فتح الموصل قال:

### هوامش
1 والصواب سنة 18 هـ